# تيودورو غارسيا إيغيا
تيودورو غارسيا إيغيا (مواليد 27 يناير 1985) سياسي إسباني. وهو السكرتير العام لحزب الشعب، والثاني بعد الرئيس بابلو كاسادو في التسلسل الهرمي للحزب. لقد كان عضوًا في الفترات العاشرة والحادية عشرة والثانية عشرة والثالثة عشرة من مجلس النواب الذي يمثل مورسيا.

## السيرة الشخصية
ولد تيودورو أو «تيو» (كما هو معروف في كثير من الأحيان من قبل) غارسيا إيغيا في 27 يناير 1985 في سييزا منطقة مورسيا. عندما كان لا يزال يتعامل مع دراساته العليا كمهندس اتصالات تم انتخابه مستشارًا للبلدية في سيزا، وعمل بهذه الصفة من 2007 إلى 2009.
خاض المركز التاسع في قائمة حزب الشعب لدائرة مرسية مقابل انتخابات مجلس النواب في نوفمبر 2011. في انتصار ساحق لحزب الشعب في الدائرة الانتخابية المحافظة القوية التي قدمت 64.22٪ من الأصوات الصالحة للحزب، حصل حزب الشعب على 8 مقاعد من إجمالي 10 مقاعد. أحد المشرعين في مجلس النواب العاشر في 19 يناير 2012 يغطي المقعد الشاغر الذي تركه خايمي غارسيا ليجاز الذي تم تعيينه وزير دولة للتجارة.
أعيد انتخابه لمقعده في مجلس النواب في الانتخابات العامة لعامي 2015 و2016، حيث خاض غارسيا إيجيا المركز الأول في قائمة حزب الشعب لمورسيا. بعد إعلان استقالة ماريانو راخوي من منصب رئيس حزب الشعب في يونيو 2018 عمل لدى بابلو كاسادو، وهو مرشح محتمل ليصبح زعيمًا للحزب وساعده كمدير للحملة. تم انتخاب كاسادو رئيسًا لحزب الشعب من بين مندوبي الحزب في جولة التصويت الثانية، وبعد فترة وجيزة عين كاسادو غارسيا إيجيا أمينًا عامًا للحزب.
جدد مقعده للدورة الثالثة عشرة لمجلس النواب في الانتخابات العامة لعام 2019.